# Rockwall County
Das Rockwall County ist ein County im Bundesstaat Texas der Vereinigten Staaten. Das U.S. Census Bureau hat bei der Volkszählung 2020 eine Einwohnerzahl von 107.819 ermittelt. Der Sitz der County-Verwaltung (County Seat) befindet sich in Rockwall.

## Geographie
Das County liegt nordöstlich des geographischen Zentrums von Texas, ist im Norden etwa 80 km von Oklahoma entfernt und gehört zum Dallas/Fort Worth Metroplex. Es hat eine Fläche von 385 Quadratkilometern, wovon 52 Quadratkilometer Wasserfläche sind. Es grenzt im Uhrzeigersinn an folgende Countys: Collin County, Hunt County, Kaufman County und Dallas County.

## Geschichte
Rockwall County wurde 1873 aus Teilen des Kaufman County gebildet, das wiederum 1847 geschaffen worden war. Der Grund für diese Umstrukturierung war die weite Entfernung für die hiesigen Bewohner zum Verwaltungssitz nach Kaufman. Benannt wurde das Rockwall County nach dem gleichnamigen Ort und County Seat des späteren County, der seinen Namen aufgrund einer geologischen Formation erhielt. Ein Versuch, im Jahr 1892 den Verwaltungssitz nach Fate zu verlegen, scheiterte.

## Demografische Daten

Alterspyramide des Rockwall Countys (Stand: 2000)

Nach der Volkszählung im Jahr 2000 lebten im Rockwall County 43.080 Menschen in 14.530 Haushalten und 11.972 Familien. Die Bevölkerungsdichte betrug 129 Einwohner pro Quadratkilometer. Ethnisch betrachtet setzte sich die Bevölkerung zusammen aus 89,17 Prozent Weißen, 3,24 Prozent Afroamerikanern, 0,40 Prozent amerikanischen Ureinwohnern, 1,32 Prozent Asiaten, 0,05 Prozent Bewohnern aus dem pazifischen Inselraum und 4,45 Prozent aus anderen ethnischen Gruppen; 1,37 Prozent stammten von zwei oder mehr Ethnien ab. 11,07 Prozent der Einwohner waren spanischer oder lateinamerikanischer Abstammung.
Von den 14.530 Haushalten hatten 44,4 Prozent Kinder oder Jugendliche, die mit ihnen zusammen lebten. 71,0 Prozent waren verheiratete, zusammenlebende Paare 8,0 Prozent waren allein erziehende Mütter und 17,6 Prozent waren keine Familien. 14,4 Prozent waren Singlehaushalte und in 4,4 Prozent lebten Menschen im Alter von 65 Jahren oder darüber. Die durchschnittliche Haushaltsgröße betrug 2,92 und die durchschnittliche Familiengröße betrug 3,23 Personen.
30,1 Prozent der Bevölkerung war unter 18 Jahre alt, 7,0 Prozent zwischen 18 und 24, 31,1 Prozent zwischen 25 und 44, 23,3 Prozent zwischen 45 und 64 und 8,6 Prozent waren 65 Jahre alt oder älter. Das Durchschnittsalter betrug 35 Jahre. Auf 100 weibliche Personen kamen 100,8 männliche Personen und auf 100 Frauen im Alter von 18 Jahren oder darüber kamen 96,9 Männer.
Das jährliche Durchschnittseinkommen eines Haushalts betrug 65.164 USD, das Durchschnittseinkommen einer Familie betrug 71.448 USD. Männer hatten ein Durchschnittseinkommen von 49.636 USD, Frauen 32.410 USD. Das Prokopfeinkommen betrug 28.573 USD. 3,8 Prozent der Familien und 4,7 Prozent der Einwohner lebten unterhalb der Armutsgrenze.

## Kultur und Sehenswürdigkeiten

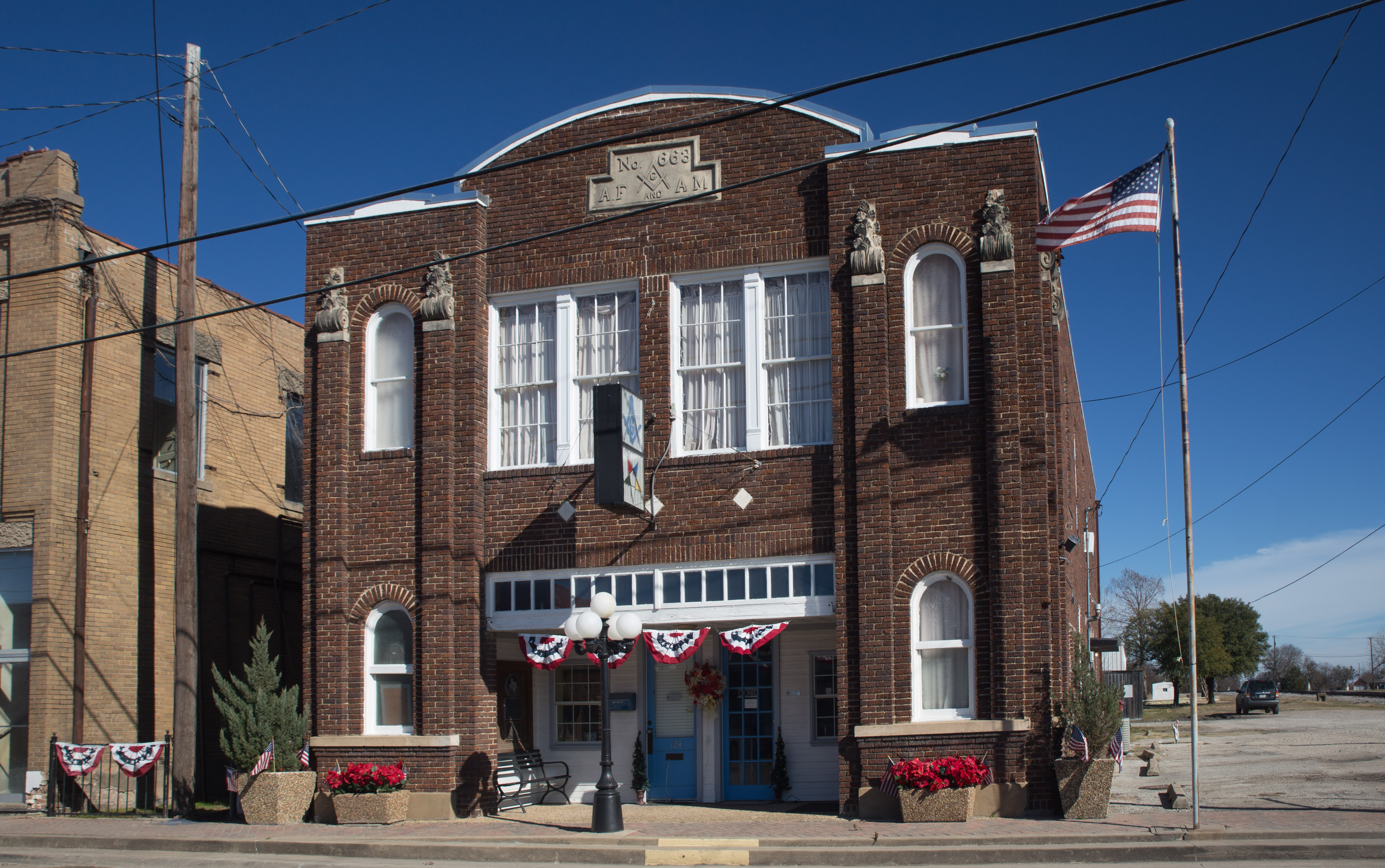
Royse City Lodge No. 663 A.F. & A.M. (2019). Dieses 1925 erbaute Haus ist seit Oktober 1994 im NRHP eingetragen. Es diente als Rathaus von Royce und Freimaurerloge.

Zwei Bauwerke des Countys sind im National Register of Historic Places („Nationales Verzeichnis historischer Orte“; NRHP) eingetragen (Stand 7. Dezember 2021), die First Methodist Church of Rockwall und die Royse City Lodge No. 663 A.F. & A.M.

## Städte und Gemeinden
- Blackland
- Chisholm
- Dallas
- Fate
- Glen Hill
- Heath
- McLendon
- McLendon-Chisholm
- Mobile City
- Munson
- Rockwall
- Rowlett
- Royse City
- Wylie